# Kanonslupsbataljon
En kanonslupsbataljon var en enhet inom den svenska skärgårdsflottan under 1700- och 1800-talen. 

## Organisation ca 1808
Vid tiden för Finska krigets utbrott 1808 bestod en kanonslupsbataljon av följande fartyg:
- 1 hemmema
- 12 kanonslupar
- 2 mörsarebarkasser
- 1 chefsfartyg
- 1 större avisofartyg eller skonert
- 1 rekognoseringsslup eller kanonbarkass
- 3 kokslupar
- 1 ammunitions- och förrådsfartyg
- 1 sjukbåt
- 1 vattenskuta.

Kanonslupsbataljonen var fördelad på tre divisioner. Varje division bestod av 4 slupar. 2 slupar utgjorde en pluton. Inom bataljonerna numrerades kanonsluparna från n:o 1 till n:o 12. Äldste befälhavaren inom varje division var divisionchef och hans fartyg hade första numret inom divisionen. Kokslupar, förrådsfartyg, sjukbåtar, vattenskutor och andra fartyg, som motsvarade arméns tross, åtföljde endast bataljonerna på marscher och tåg. I närheten av fienden skulle de sättas i säkerhet. Det fanns inga förläggningsmöjligheter ombord på skeppen utan besättningarna förlades i tält i land.